# Meditations (John Coltrane)
| Recensione                          | Giudizio |
| ----------------------------------- | -------- |
| The Rolling Stone Jazz Record Guide | [ 1 ]    |
| AllMusic                            | [ 2 ]    |
| The Penguin Guide to Jazz           | [ 3 ]    |

Meditations è il 19° album discografico di John Coltrane, pubblicato nel 1966.

## Descrizione
(Nat Hentoff nelle note di copertina scritte per l’album Meditations)
Il disco vede Coltrane e Pharoah Sanders come musicisti solisti principali, entrambi al sax tenore. La maggior parte delle registrazioni delle quali è composto l'album sono jazz avanguardistico, costituito da lunghi passaggi free jazz dissonanti ed estese improvvisazioni al sassofono. Questo disco fu l'ultimo di Coltrane con il batterista Elvin Jones e il pianista McCoy Tyner, suoi collaboratori di vecchia data.
Versioni alternative delle tracce 2–5 furono registrate nel settembre 1965 dagli stessi musicisti senza però Rashied Ali e Sanders. Queste registrazioni vennero pubblicate poi nel 1977 sull'album postumo First Meditations (for quartet).
Il brano iniziale, The Father, The Son & The Holy Ghost, è fin dal titolo un caos di ispirazione religiosa, una danza tribale voodoo in cui i musicisti si sbizzarriscono nell'improvvisazione strumentale più "free" dando vita ad una sorta di jazz psichedelico quasi come posseduti da una forza ultraterrena. Si passa poi a Compassion, qui gli strumenti non sono più sovrapposti gli uni sugli altri, e l'atmosfera generale del pezzo è maggiormente rilassata anche se i suoni rimangono comunque non convenzionali.
La traccia posta a metà dell'album, Love, è un intermezzo di contrabbasso tra la prima e la seconda parte. Conseguences è un brano in crescendo, dove il rumorismo raggiunge il climax per poi sfumare nell'ultima traccia, la sospirata oasi di pace di Serenity, l'ultima composizione sull'album, la calma dopo la tempesta.

### Significati religiosi
L'album è costellato da riferimenti religiosi, ed è stato visto da molti come l'approfondimento dei temi già trattati da Coltrane in A Love Supreme. Il critico musicale David Liebman spiegò: 
 Tutto concorda con la dichiarazione fatta da Coltrane di "credere in tutte le religioni".

## Tracce
Musiche di John Coltrane.
1. The Father and the Son and the Holy Ghost – 12:51
2. Compassion – 6:50
3. Love – 8:09
4. Consequences – 9:11
5. Serenity – 3:28

## Musicisti
- John Coltrane – sax tenore
- Rashied Ali – batteria
- Jimmy Garrison – contrabbasso
- Elvin Jones – batteria
- Pharoah Sanders – sax tenore
- McCoy Tyner – pianoforte